# Viola alaica
Viola alaica Vved. – gatunek roślin z rodziny fiołkowatych (Violaceae). Występuje naturalnie w Uzbekistanie, Tadżykistanie i Kirgistanie. 

## Morfologia
PokrójBylina dorastająca do 2–10 cm wysokości, tworząca kłącza.
LiścieBlaszka liściowa ma kształt od owalnego do eliptycznego. Mierzy 0,8–3,5 cm długości oraz 0,4–2 cm szerokości, jest karbowana na brzegu, ma nasadę od ściętej do klinowej i tępy wierzchołek. Przylistki są strzępiaste. Ogonek liściowy jest nagi i ma 5–35 mm długości.
KwiatyPojedyncze, wyrastające z kątów pędów. Mają działki kielicha o owalnie lancetowatym kształcie. Płatki są podługowato odwrotnie jajowate, mają czerwonofioletową barwę oraz 5–10 mm długości, płatek przedni jest wyposażony w wyprostowaną lub zakrzywioną ostrogę.